# خليفة سيسيه
خليفه سيسيه (بالفرنسية: Kalifa Cissé)‏، من مواليد 1 سبتمبر 1984 في دريكس في فرنسا، لاعب كرة قدم فرنسي.
بدأ مسيرته الكروية مع نادي إسترول برايا البرتغالي في موسم 2004/2005، ولعب معهم 6 مباريات، وفي عام 2005 انتقل إلى نادي بوافيستا البرتغالي، ولعب معهم حتى عام 2007، وشارك معهم في 40 مباراة، ومنذ عام 2007 وهو يلعب مع نادي ريدينغ الإنجليزي.

## روابط خارجية
- خليفة سيسيه على موقع الاتحاد الدولي (مؤرشف)  (الإنجليزية)
- خليفة سيسيه على موقع الدوري الأمريكي (الإنجليزية)
- خليفة سيسيه على موقع قاعدة بيانات كرة القدم.إي يو (الإنجليزية)
- خليفة سيسيه على موقع ناشيونال فوتبول تيمز (الإنجليزية)
- خليفة سيسيه على موقع Soccerbase.com (لاعب) (الإنجليزية)
- خليفة سيسيه على موقع Soccerway.com (الإنجليزية)
- خليفة سيسيه على موقع عالم كرة القدم.نت (الإنجليزية)